# Mesophyllum caraiensis
Mesophyllum caraiensis (Foslie) M.Lemoine  é o nome botânico  de uma espécie de algas vermelhas  marinhas pluricelulares do gênero Mesophyllum, subfamília Melobesioideae.

## Sinonímia
- Não apresenta sinônimos.